# Věž Obřího pramene v Lahošti
Věž Obřího pramene je vodárenská věž, bývalý barokní vodojem, která se nachází v Lahošti v okrese Teplice v Ústeckém kraji. Vodojem, postavený u lahošťského Obřího pramene v 18. století Valdštejny z duchcovského panství, je jako hodnotná technická památka a doklad lázeňství na Teplicku zapsaný v Ústředním seznamu kulturních památek.

## Historie

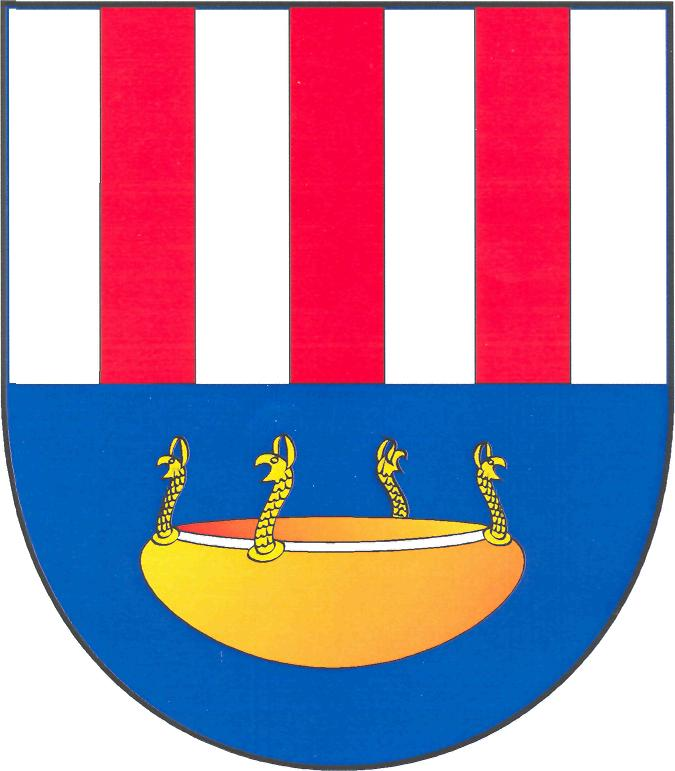
Znak obce Lahošť: v horní polovině jsou symboly pramenů, v dolní je vyobrazení keltského pokladu

Už v dávných dobách před příchodem prvních obyvatel do míst dnešní Lahoště vyvěral v této lokalitě  na pravém břehu potoka Bouřlivce mohutný termální pramen. Původní teplota pramene se pohybovala v rozpětí  25–38 °C a obsah minerálů ve vodě byl obdobný, jako v případě pramenů teplických.

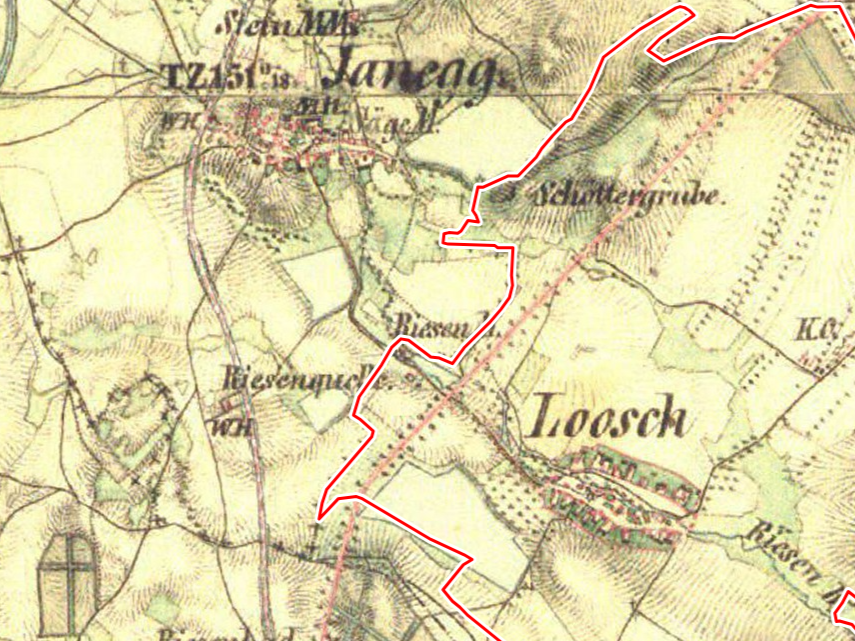
Poloha Obřího pramene a Obřího mlýna v Lahošti na mapě z 19. století

Vydatnost pramene byla velice silná, činila 27 až 42 litrů vody za sekundu. Síly pramene, kterému se začalo přezdívat Obří pramen (německy Riesenquelle), bylo dokonce nejpozději na počátku novověku využito k pohonu vodního mlýna, nazývaného podle pramene Obří mlýn (Riesenmühle). Poloha pramene a mlýna je mj. zachycena na mapě tzv. prvního vojenského mapování z let 1764–1768. Objekt bývalého mlýna se nachází v Lahošti v ulici Na Vypichu čp. 40 a je od vodárenské věže vzdálený zhruba sto metrů vzdušnou čarou směrem na severozápad.
Valdštejnové, majitelé duchcovského panství, nechali v 18. století poblíž Obřího pramene postavit kamennou vodárenskou věž, ze které vedlo dřevěné potrubí do duchcovských lázní. Tyto později zaniklé lázně se nacházely v tzv. Gränzu  neboli Grenzu, skupině domů u výjezdu z Duchcova směrem na Teplice poblíž nynější duchcovské železniční zastávky.
K významné změně došlo až v druhé polovině 19. století. Již od června roku 1878 v důsledku rozvíjející se těžby uhlí vydatnost Obřího pramene klesala. Pramen pak zcela zmizel po průvalu na nedalekém dole Döllinger, k němuž došlo 10. února 1879. Od toho dne lahošťská vodárenská věž přestala sloužit svému účelu a na nějaký čas byl zastaven i provoz Obřího mlýna. Práce na úpravě Obřího pramene, který byl vybrán jako pozorovací bod stavu teplických pramenů, byly zahájeny koncem roku 1881. Věž zůstala až do 21. století prázdná a bez využití.

### Nález pokladu
Při hloubení v prameništi Obřího pramene poblíž vodárenské věže byl v lednu roku 1882 nalezen ve skalní trhlině v hloubce přibližně šesti metrů ve stěně vřídla bronzový poklad, pocházející ze 4. století před naším letopočtem, tj. z období keltského osídlení v Čechách. Nález tvořil bronzový kotel, v němž bylo uloženo na 2000 bronzových předmětů – náramků, náhrdelníků, spon, prstenů a dalších artefaktů. Předpokládá se, že tyto předměty, pocházející z různých částí Evropy, zde uložili poutníci do místního pramene jako oběť. Jednotlivé předměty ze zmíněného souboru, označovaného podle tehdejšího panství jako Duchcovský poklad, byly hned po nálezu rozebrány sběrateli a institucemi z celé Evropy. Nelze je proto spatřit na jednom místě, neboť byly uloženy v řadě tuzemských i zahraničních muzeí. V České republice jsou to muzea v Českých Budějovicích, Chomutově, Duchcově, Hradci Králové, Kutné Hoře, Litoměřicích, Mostě, Praze (Národní muzeum), Teplicích, Ústí nad Labem a v Karlových Varech, v zahraničí pak muzea ve Vídni (Přírodovědné muzeum), dále muzea v Norimberku, Berlíně, Drážďanech, Mohuči a v Londýně. Existuje dokonce domněnka, že poklad mohl původně obsahovat až dvojnásobný počet předmětů, tj. kolem 4000. Oficiálně však zůstává potvrzeno cca 1600 kusů, z nichž většina zůstala v tuzemských institucích.

## Popis
Obří pramen se nachází v hloubce asi 35 metrů na pravém břehu potoka Bouřlivce, v severozápadní části vesnice poblíž hranice katastrálního území Lahoště a sousedního Jeníkova. Teplota termální vody se po průvalu a úpravách výrazně snížila, nyní se pohybuje v rozmezí 15 až 20 °C. Proud vody z pramene teče směrem k Teplicím. Obří pramen a teplické prameny jsou propojené, voda z Obřího pramene musela být vždy průběžně odčerpávaná, aby nedošlo k haváriím a poškození domů například přímo v Teplicích.
Vodárenská věž je patrový podsklepený objekt, vybudovaný na čtvercovém půdorysu o rozměrech přibližně 8 ×  8 metrů. Věž, která je postavená z kamenného zdiva, doplněného cihlami, byla původně hladce omítnutá. Barokní stavba je patnáct metrů vysoká se stanovou střechou, krytou pálenými bobrovkami. Fasády jsou mezi přízemím a patrem rozčleněny hlavní fabionovou a kordonovou pásovou římsou. V severovýchodním průčelí jsou nad sebou dveřní otvory do suterénu a přízemí. Některá původní okna jsou zazděná, avšak ve zdivu jsou menší otvory z doby, kdy tyto prostory patrně sloužily jako holubník. 
Na jihozápadní straně věže se terén zvedá až do výše jejího přízemí. Původně byl ve věži umístěný trkač, sloužící k čerpání vody, do současnosti se však nic z původního technologického zařízení nedochovalo. Věž stojí v ohrazeném areálu na pozemku č. 52, který je v majetku obce Lahošť.

## Galerie

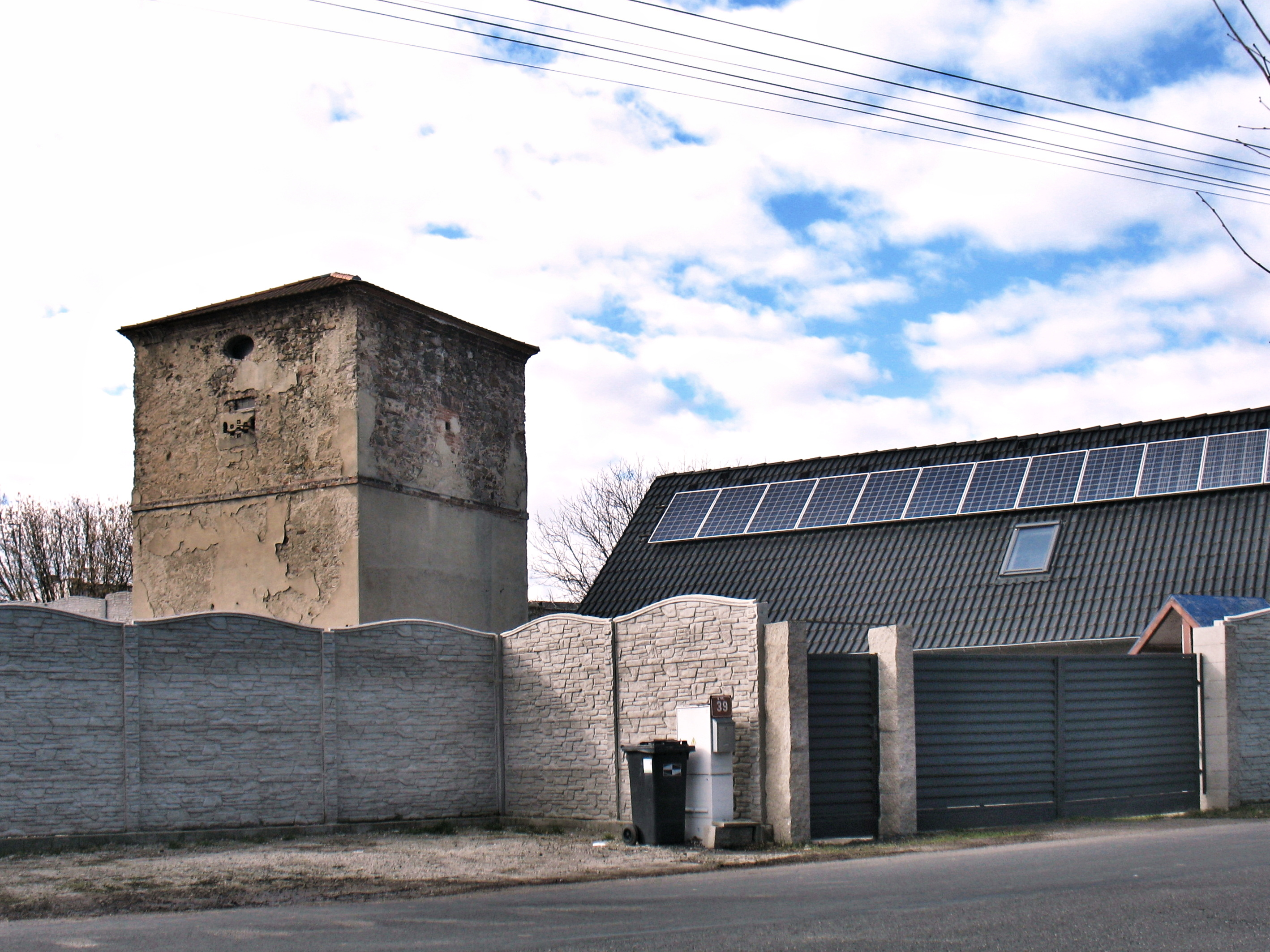
Památka stojí v uzavřeném areálu
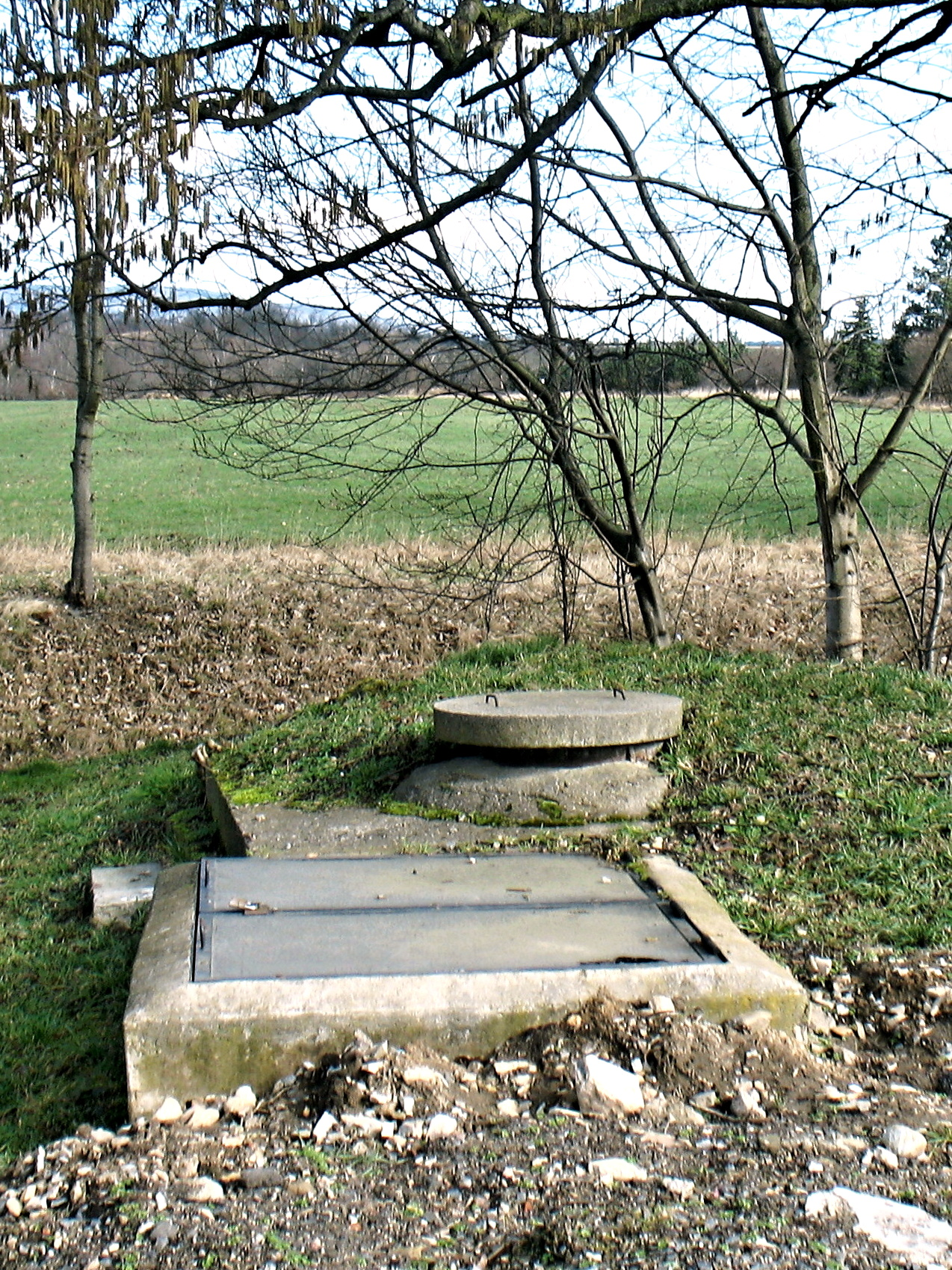
Zakrytí Obřího pramene na břehu Bouřlivce
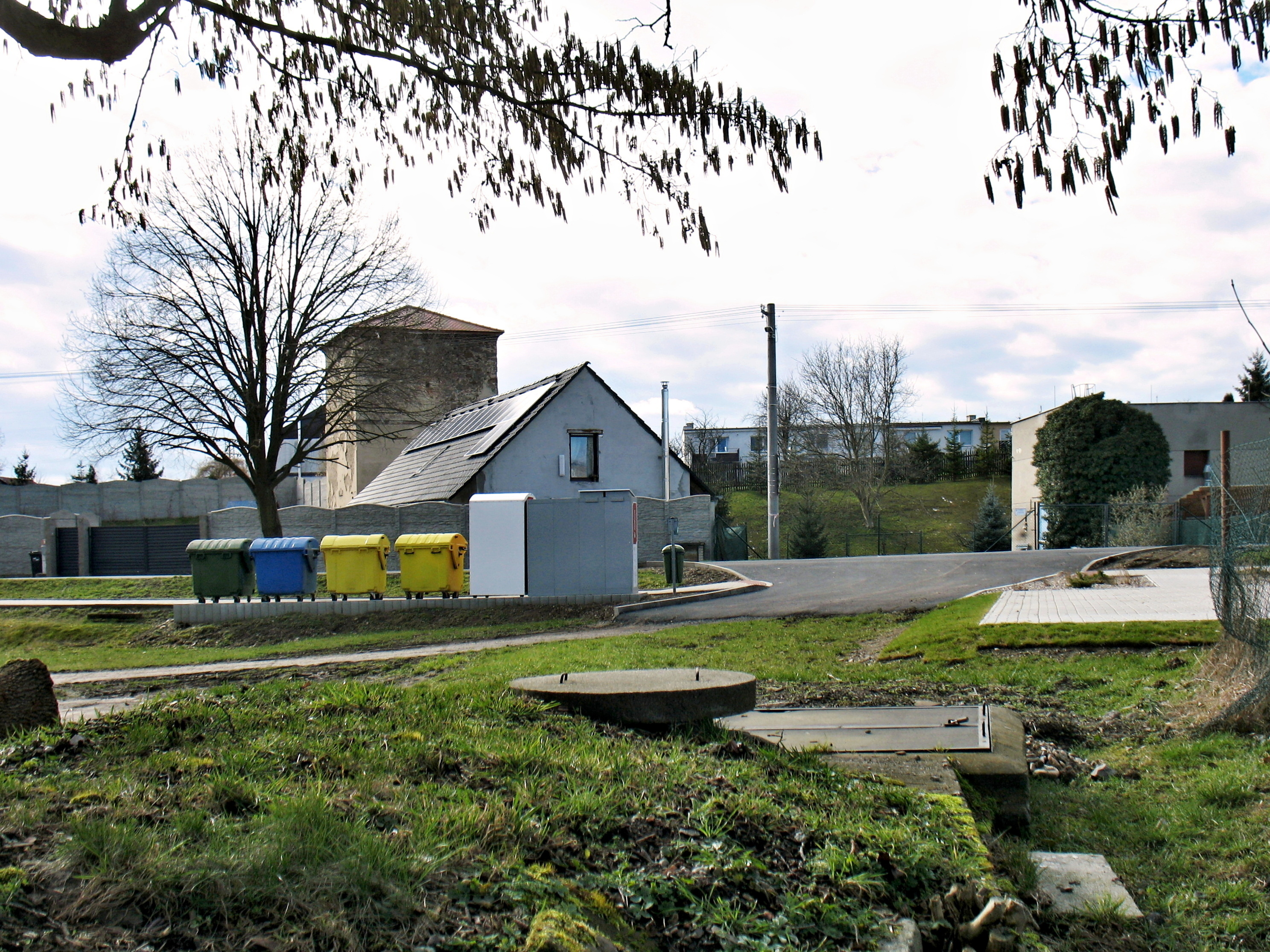
Pohled na věž od Obřího pramene
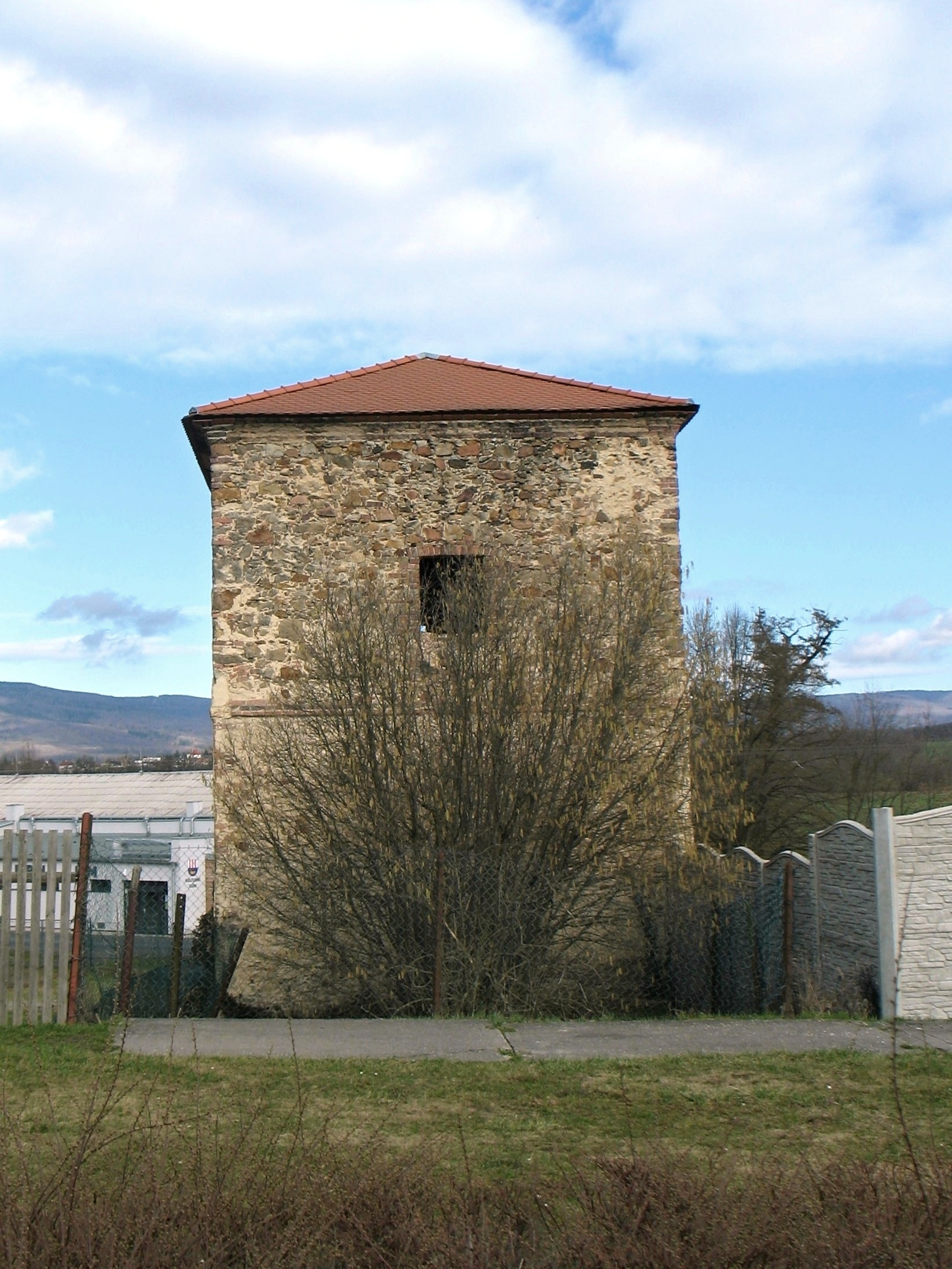
Jihozápadní fasáda věže
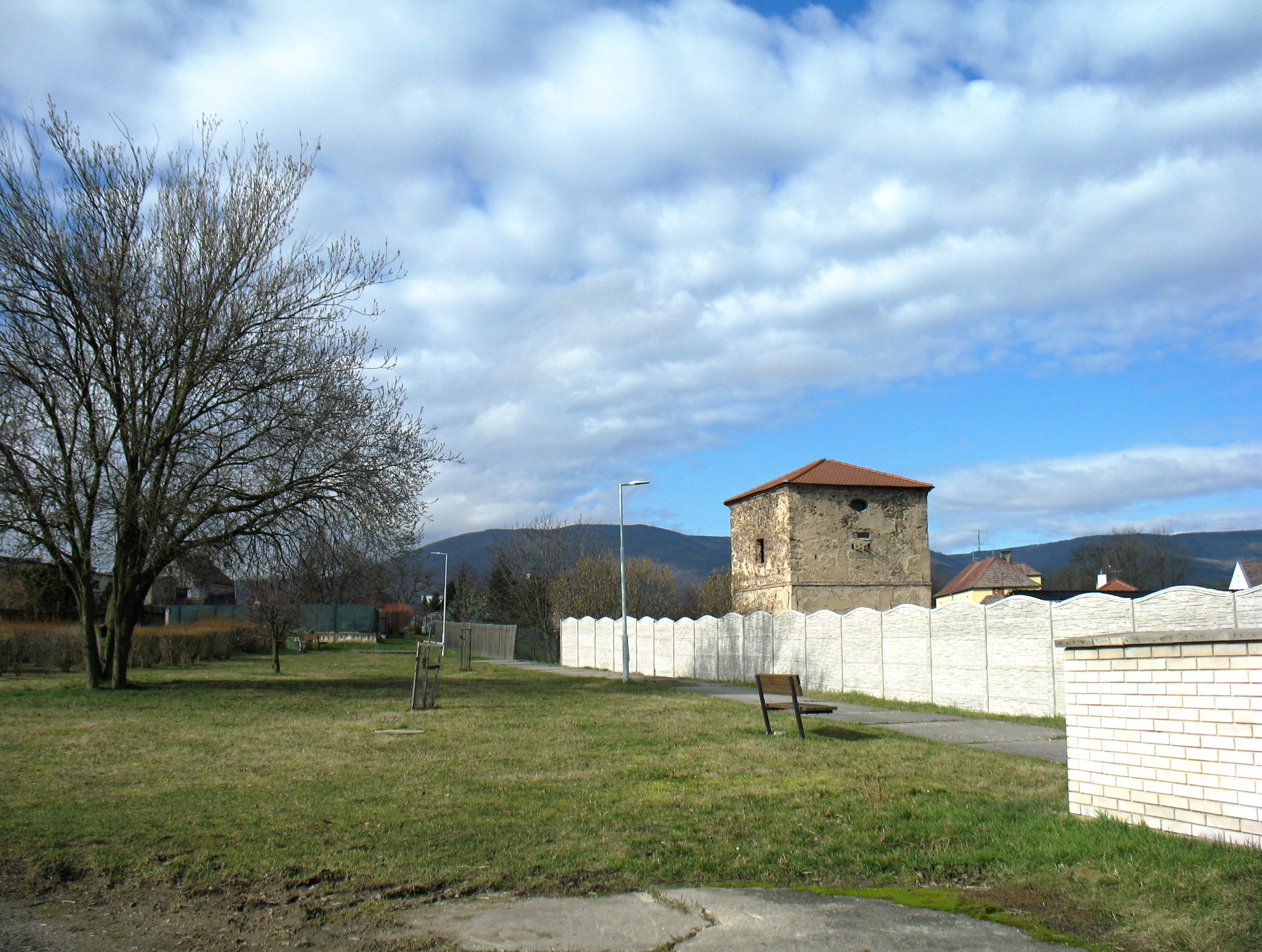
Pohled  z Teplické ulice